# Phyllotreta ogloblini
Phyllotreta ogloblini là một loài bọ cánh cứng trong họ Chrysomelidae. Loài này được Shapiro miêu tả khoa học năm 1960.